# Lionel Hutz
Lionel Hutz, alias Miguel Sanchez en Dr. Nguyen Van Phuoc, is een personage uit de animatieserie The Simpsons. Hij wordt ingesproken door Phil Hartman.
Vanwege het overlijden van Phil Hartman is Lionel tegenwoordig een achtergrondpersonage zonder tekst. Zijn laatste gesproken rol was in Realty Bites.

## Profiel
Hutz is advocaat van beroep, maar heeft in de serie ook andere baantjes gehad zoals oppasser, agent, bodyguard, ongeautoriseerde biograaf, makelaar en mogelijk zelfs drugshandelaar. Hutz verscheen voor het eerst in de aflevering Bart Gets Hit by a Car, waarin hij Homer ertoe aanzet Mr. Burns voor de rechter te slepen nadat die Bart had aangereden.
Hutz is volgens Lisa een "shyster". Zijn methodes zijn niet altijd ethisch verantwoord, maar desondanks huren de Simpsons hem geregeld in als hun advocaat. Hij probeert geregeld potentiële klanten te lokken met gratis presentjes, waaronder een "rokende aap" pop en een kaartje dat in een spons verandert als men het nat maakt.
Hutz werd gekarakteriseerd als een incompetente advocaat met maar weinig kennis van rechtszaken en de wet.
Verder is hij een onethisch individu. In de aflevering Marge in Chains uit het vierde seizoen bescheef hij bijvoorbeeld als volgt een auto-ongeluk:
Well he's had it in for me ever since I kinda ran over his dog... Well, replace the word "kinda" with the word "repeatedly," and the word "dog" with "son.".
Hutz was in de afleveringen duidelijk aan het afkicken van een verslaving.
Ondanks zijn tekortkomingen won Hutz wel een aantal rechtszaken voor de Simpsons, zoals de zaak van Homer Simpson Kaptitein Horatio McAllister en het Frying Dutchman restaurant. Een andere zaak die hij won was toen Bart erachter kwam dat Chester J. Lampwick de echte bedenker van The Itchy & Scratchy Show was, en ze samen Roger Myers, die het idee had gestolen, aanklaagden.
Hutz was korte tijd getrouwd met Selma Bouvier Terwilliger Hutz McClure Stu Simpson, maar deze verhaallijn werd niet in een aflevering getoond.
Hutz verdween vrijwel geheel uit de serie na de dood van Phil Hartman. Ook Hartmans andere personage, Troy McClure, verdween om deze reden uit de serie. Daar de Simpsons toch geregeld in de rechtszaal verschijnen, zijn er andere personages geïntroduceerd die Hutz’ rol overnemen. In de Simpson strips doet Hutz nog wel mee, aangezien voor de strips geen stemacteur nodig is.